# Lithophane innominata
Lithophane innominata är en fjärilsart som beskrevs av Smith. Lithophane innominata ingår i släktet Lithophane och familjen nattflyn. Inga underarter finns listade i Catalogue of Life.